# ترکمن، امیرداغ
ترکمن، امیرداغ (به لاتین: Türkmen, Emirdağ) یک منطقهٔ مسکونی در ترکیه است که در امیرداغ واقع شده‌است.